# Saint-Samson-de-la-Roque
Saint-Samson-de-la-Roque è un comune francese di 372 abitanti situato nel dipartimento dell'Eure nella regione della Normandia.

## Società

### Evoluzione demografica
Abitanti censiti